# 宰咺
宰咺（?—?），春秋时期东周王室的宰（官职），名咺。
鲁隐公元年（前722年）七月，周平王派宰咺到鲁国赠送鲁惠公和夫人仲子的吊丧礼品。这时鲁惠公已经下葬，宰咺来迟了，但是仲子还活着，不合于礼。《左传》认为《春秋经》直接写下了宰咺的名字，按照体例，天子的卿大夫不应直接记录名字。天子死后七月下葬，诸侯来参加葬礼；诸侯五月后下葬，同盟诸侯参加葬礼；大夫三月后下葬，同官位的参加葬礼；士一月后下葬，亲戚参加葬礼。向死者赠送东西没有在下葬前赶上，向生者吊丧没在举哀之时，预先向活着的人赠送有关丧事之物，都不合于礼。《古今人表》将宰咺列为下中第八等。